# Гальван, Мигель
Мигель Гальван (исп. Miguel Eduardo Galvan Meza) (13 октября 1957, Хуан-Альдама, Сакатекас, Мексика — 14 апреля 2008, Мехико, Мексика) — мексиканский актёр-комик.

## Биография
Родился 13 октября 1957 года в Хуан-Альдаме. Вскоре после рождения переехал в Мехико и посвятил этому городу всю оставшуюся жизнь. После окончания средней школы поступил в мексиканский университет на архитектурный факультет, но он увлёкся кинематографом и поэтому был вынужден перевестись в актёрскую студию под руководством Димитрио Сарраса, где он проучился три года. После окончания актёрской студии, в 1988 году дебютировал в мексиканском кинематографе и с тех пор сыграл в 20 работах в кино и телесериалах.

### Болезнь и смерть
Актёр долгое время страдал от сахарного диабета, но держался как мог и продолжал сниматься дальше, но болезнь ещё больше стала прогрессировать и появилась ещё почечная недостаточность, в результате чего в 2007 году он был вынужден оставить кинокарьеру.
Скончался 14 апреля 2008 года в Мехико из-за почечной недостаточности на фоне сахарного диабета.

## Фильмография

### ТелесериалыTelevisa
- 1998-99 — Что происходит с нами?
- 1999 — Серафин — Роке.
- 2005 — Наперекор судьбе — Адан.

### Камео
- 2005-07 — Мачеха.